# Santa Maria del Camí
Santa María del Camí è un comune spagnolo di 5 992 abitanti situato nella comunità autonoma delle Baleari, sull'isola di Maiorca.